# Steilneset-monument
Het Steilneset-monument is een monument in Vardø, Noorwegen. Het is opgericht ter herdenking van de heksenprocessen van 1621, waarbij 91 mensen werden terechtgesteld na beschuldigingen van hekserij. Het monument is ontworpen door kunstenares Louise Bourgeois en architect Peter Zumthor en werd in 2011 geopend.

## Achtergrond
In de zeventiende eeuw vond een reeks heksenprocessen plaats in Noorwegen, waarvan de Vardø-heksenprocessen een van de belangrijkste waren. Meer dan honderd mensen werden berecht voor hekserij, waarbij 77 vrouwen en 14 mannen op een brandstapel werden verbrand. In het Noorden van Finnmark, waar Vardø ligt, werden meer mensen beschuldigd van hekserij dan in welk ander deel van Noorwegen, met als gevolg een ongewoon hoog aantal executies. De processen bereikten een hoogtepunt in 1662-1663; het monument werd 348 jaar later gebouwd.

## Monument

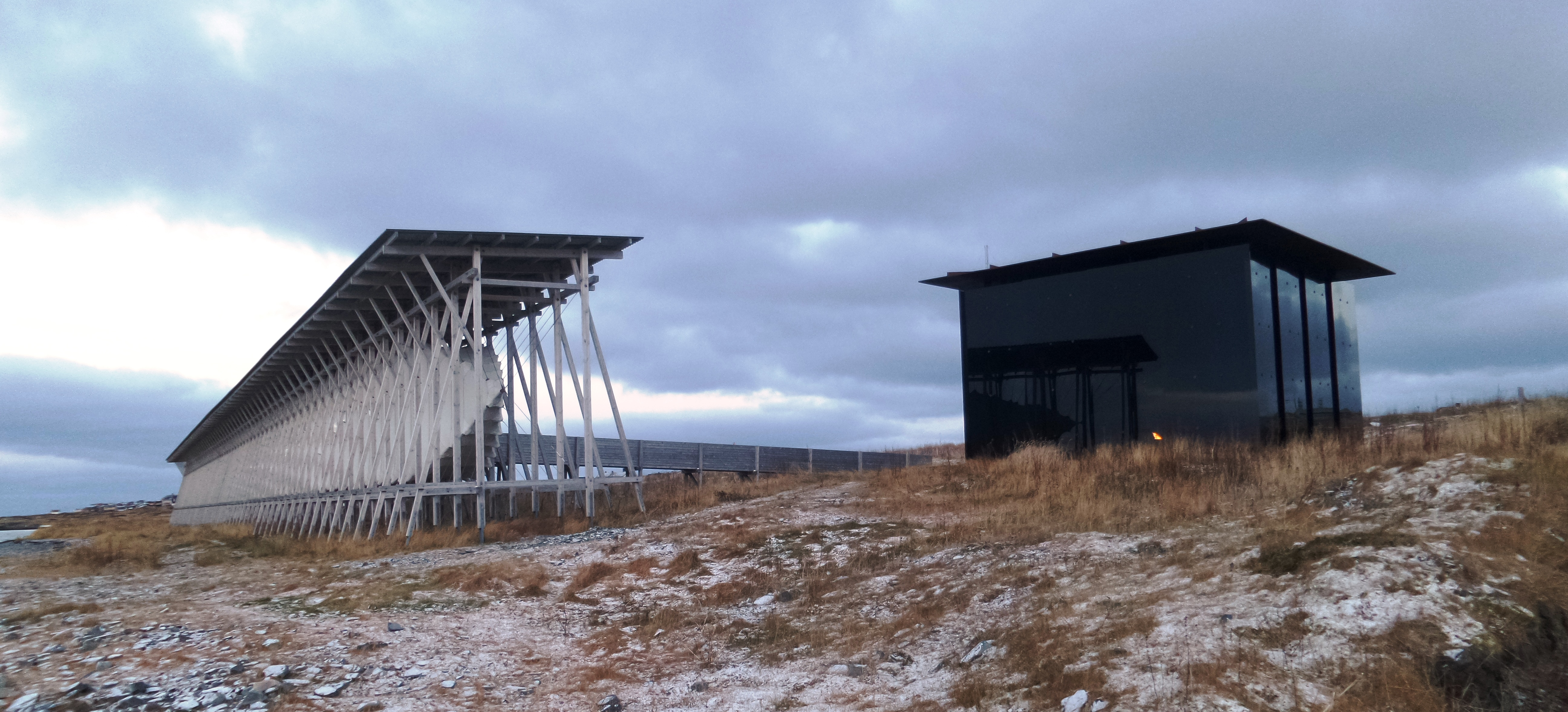
Beide gebouwen

Het Steilneset-monument werd gebouwd in opdracht van de stad Vardø, in Finnmark, het Varanger Museum en de Noorse Dienst voor openbare wegen, en werd ook gesteund door de commissie die zich bezighoudt met de nationale toeristische routes in Noorwegen. Noorse architecten ontwierpen de elementen die bij de route horen, zoals uitkijkposten, maar het monument zelf werd in opdracht gemaakt. Het was een samenwerking tussen de Frans-Amerikaanse kunstenaar Louise Bourgeois en winnaar van de Pritzker Prize, de Zwitserse architect Peter Zumthor. Ze begonnen in 2006 aan het ontwerp en op 23 juni 2011 werd het monument geopend door koningin Sonja van Noorwegen. Bourgeois stierf in 2010. Haar deel van het monument, getiteld The Damned, The Possessed and The Beloved, was haar laatste grote installatie.
Het monument bestaat uit twee afzonderlijke gebouwen. Het eerste gebouw is een houten gang van 125 meter lang, met daarin een stoffen installatie van Zumthor. De bijdrage van Bourgeois is het huisje ernaast: een kubus van 11 meter hoog. De ramen zijn van buitenaf ondoorzichtig. De structuur van Zumthor is gemaakt van houten frames, in totaal zestig balken, met binnenin een glasvezelmembraan dat is vastgemaakt aan kabels en dat aan de uiteindes taps toeloopt. Binnen is een houten loopbrug van 100 meter lang en slechts 1,5 meter breed. Langs de smalle gang zijn 91 kleine vensters geplaatst. De vensters staan allemaal op een andere hoogte, die door middel van een dobbelsteenworp werd bepaald, als symbool voor de willekeurigheid waarmee slachtoffers werden beschuldigd. Voor elk venster hangt een lamp met daarnaast een tekst met daarop de naam van het slachtoffer en de aanklacht, op basis van originele bronnen. Door elk raam is een enkele gloeilamp te zien, bedoeld om de typerende lampen in de kleine gordijnloze ramen van de huizen van de regio op te roepen.
Het gebouw met daarin de installatie van Bourgeois is een vierkante structuur, gemaakt van cortenstaal en 17 panelen van getint glas, die samen enorme wanden vormen. Binnen heeft Bourgeois een metalen stoel geplaatst met in de zitting een steekvlam die nooit dooft. De vlam wordt weerspiegeld in zeven grote ovalen spiegels die in een ring boven de vurige stoel hangen. De spiegels staan symbool voor de rechters die om de veroordeelden heen cirkelen. Schrijver Donna Wheeler schreef het volgende over de installatie van Bourgeois, waar het vuur eeuwig brandt in die ene stoel: "De eeuwige vlam - dat oude symbool van herdenking en reflectie - biedt hier geen enkele verlossing en werpt alleen maar een licht op zijn eigen verwoestende weerspiegeling".